# Pic de Certescans
Le pic de Certescans, ou pic de Certascan en catalan, est un sommet des Pyrénées en Espagne. Il se situe sur la commune de Lladorre dans la comarque de Pallars Sobirà (province de Lérida en Catalogne).
Le pic culmine à 200 m au sud de la frontière franco-espagnole à 2 853 m selon les cartes IGN espagnoles et catalanes (2 855 m selon les cartes IGN françaises). Cette cime principale est appelée Flavisella sur les cartes IGN espagnoles. Le versant septentrional de la montagne s'étend en France sur la commune d'Ustou dans le département de l'Ariège en région Occitanie. La cime frontalière culmine à 2 833 m selon les cartes espagnoles et 2 840 m selon les cartes catalanes, sur lesquelles elle est nommée Certascan Nord, et françaises.

## Géographie
Le pic est proche du port de Marterat (2 217 m) et du lac de Certescans sur son versant sud-est. Son versant nord domine le cirque de Cagateille.

### Faune
En juillet et août 2014, après plus de 100 ans d'absence, le bouquetin ibérique (Capra pyrenaica) a été réintroduit dans les Pyrénées françaises en divers lieux et notamment en contrebas du pic, au cirque de Cagateille.

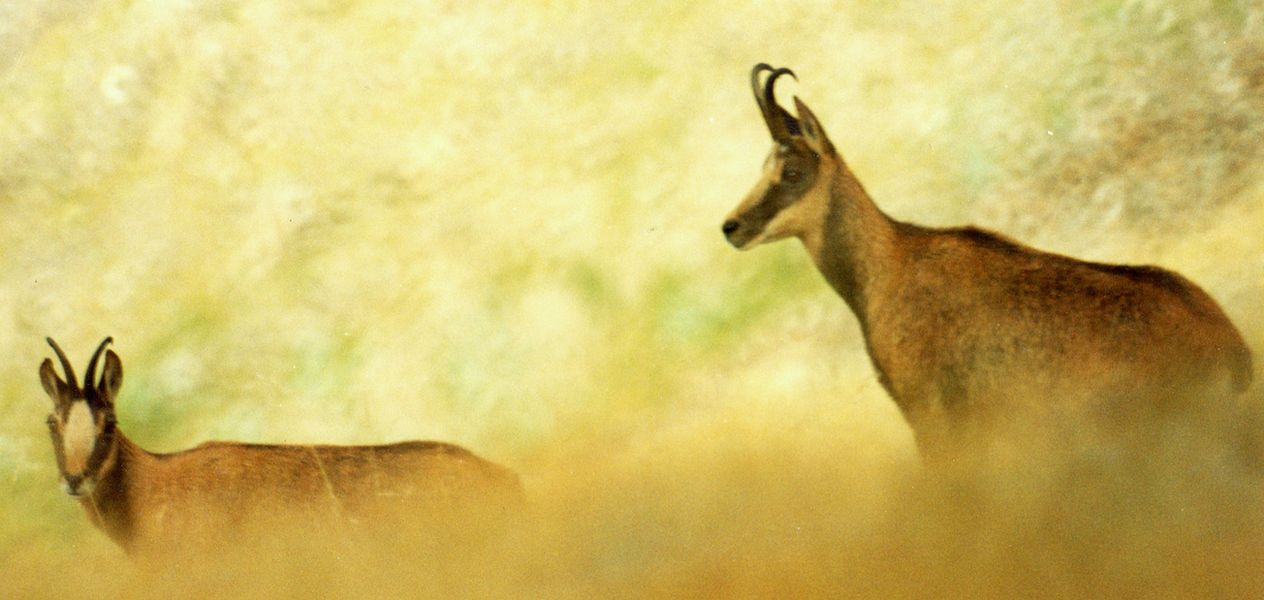
Isards dans le massif du Certescans.

Deux oursons sont nés de manière certaine sur le territoire de la commune espagnole de Lladorre. Ils ont été détectés le 9 mai 2016 par les appareils photos automatiques utilisés pour le suivi de l’ours dans le cadre du programme PirosLIFE .
On trouve aussi de nombreux isards.

## Voie d'accès
Le refuge de Certescans se trouve sur son versant sud-est côté catalan.

## Protection environnementale
- ZNIEFF Massif du Pic de Certescans côté français
- Parc naturel de l'Alt Pirineu côté espagnol.